# Amblysomus corriae
Amblysomus corriae är en däggdjursart som beskrevs av Thomas 1905. Amblysomus corriae ingår i släktet Amblysomus, och familjen guldmullvadar. IUCN kategoriserar arten globalt som nära hotad.
Denna guldmullvad förekommer i södra Sydafrika. Arten vistas där i landskap med många buskar (fynbos) och i öppna skogar. Den uppsöker även urbaniserade områden som trädgårdar och golfplatser.
Arten blir 11 till 13 cm lång (huvud och bål) och väger 46 till 64 g. Med sin svartaktiga till mörk rödbruna päls på ovansidan är Amblysomus corriae allmänt mörkare än Hottentott-guldmullvaden. Undersidan är täckt av gråbrun till orangebrun päls. Kinden och nosen är oftast ljusare än ryggen och några individer har ljusbruna fläckar vid ögonen.
Denna guldmullvad delar ofta sitt revir med andra arter av samma familj som Chrysochloris asiatica eller Chlorotalpa duthieae. Den lever i underjordiska tunnelsystem och kommer ibland upp till markytan. Födan utgörs främst av insekter som kompletteras med andra ryggradslösa djur som daggmaskar. När honan inte är brunstig lever hanar och honor ensam. Antagligen sker parningen oberoende av årstiden och per kull föds oftast två ungar. Ungarna är i början nakna och hjälplösa.
Arten har olika fiender som tornuggla, tamkatt och hund.

## Underarter
Arten delas in i följande underarter:
- A. c. corriae
- A. c. devilliersi